# Andrena nasuta
Andrena nasuta är en biart som beskrevs av Giraud 1863. Andrena nasuta ingår i släktet sandbin, och familjen grävbin. Inga underarter finns listade i Catalogue of Life.